# Бурундски франак
Бурундски франак је званична валута у Бурундију. Скраћеница тј. симбол за франак је FBu а међународни код BIF. Франак издаје Банка Републике Бурунди. У 2006. години инфлација је износила 2,8%. Један франак састоји се од 100 центима.
Уведен је 1964. као франак Краљевине Бурунди а од 1968. се штампа франак Републике Бурунди. Претходно је од 1960. коришћен франак Руанде и Бурундија. Пре тога је у употреби био франак Белгијског Конга који је заменио рупију Немачке источне Африке.
Постоје новчанице у износима 10, 20, 50, 100, 500, 1.000, 2.000, 5.000 и 10.000 франака и кованице од 1, 5, 10 и 50 франака.